# ناحیه زیغود یوسف
ناحیه زیغود یوسف (به عربی: دائرة زیغود یوسف) یک ناحیه در الجزایر است که در استان قسنطینه واقع شده‌است. ناحیه زیغود یوسف ۳۹٬۲۹۸ نفر جمعیت دارد.